# 风色幻想Online
風色幻想Online是由台湾弘煜科技所制作的大型多人线上角色扮演遊戲，由游戏新干线于2009年8月18日开始正式运营。通称为“風色Online”或“AGO”（其全称風色幻想 Adventure Generation Online英文部分的缩写）。收费制度为免费（有商城系统，参见网络游戏免费模式）。
日版标题更改为（法語「青空」之意），于2010年1月12日开始正式运营。此版以下称日版。日版的角色名字、名词、地名等都与台版有较大出入，另外日版中为重要角色添加了语音（人物說話時的日語配音）。日本版和臺灣原版最大的不同，在於常與日本當地作品結合，如2010年8月11日與我的妹妹哪有這麼可愛推出角色衣裝，以及2012年1月11日起和遊戲公司TYPE-MOON作品命運停駐之夜之前傳Fate/Zero合作推出Servant系統，和2012年4月25日的超級索尼子等。中国大陆版由悠游网代理，于2010年3月18日开始运营，以下称陆版。

台灣版於2014年10月31日結束运营。
马来西亚地区版由CilyGame代理，于2011年5月16日开始封闭测试。以下称英文版。
以下如无特别说明，皆指由游戏新干线运营的版本；或称台版。
台灣版於2020年9月29日，由樂意傳播股份有限公司重新代理營運

## 概要
继承弘煜科技出品的著名角色扮演遊戲，魔導聖戰～風色幻想～世界观的网络游戏。
魔導聖戰～風色幻想～主要描绘南方大陆的故事，而本作则是加入了北方大陆的设定。

### 代言人
台版代言人为李毓芬。中版代言人为蔡黃汝。目前尚未有日版有代言人的消息。
台版、中版分别在游戏中以代言人形象设计了NPC，并命名为“小芬”“小汝”，
一般在举行活动时能够到该NPC处承接特殊任务。

### 主题歌
台版代言人李毓芬是该版本之同名主题歌的演唱者。
该主题歌在游戏登录画面中，自“封嶽之塔”资料片沿用至今。
台版还曾于蒟蒻閣举办过主题歌翻唱比赛活动。
中版、日版、英文版是否有主题歌尚不详。

## 剧情
故事背景
系列的整体时间线、关联参见
- 至天空战争为止的故事

自天空战争结束3年后……
- 風色幻想AGO

故事由玩家扮演的，来自在战火中消亡的北方大陆国家帕兰特王国难民，
带着命运三女神其中一名辖下的二级神化身的“命运之书”，流亡至南方大陆奥尔菲的土地开始。
根据预言，（玩家扮演的角色）将成为拯救故国的关键。
然而，随着冒险的深入，（玩家扮演的角色）发现南方大陆也正陷入名为神话梦魇的阴影中…
- 封嶽之塔[4]

玩家前往调查突然出现的神秘百层塔，好不容易终于登上塔顶时，眼前出现的是自称尼克罗曼沙的家伙，
他似乎与神话梦魇事件和某位女神、以及神秘少女凛特有所关联。
击倒他之后，这个莫名其妙的可疑的嬉皮笑脸的家伙丢下一句“以后还请多多指教”便逃走了。
- 蒼炎戰旗[5]

为了面对突然降临的神话梦魇，由桑德拉女王—缇雅主持成立的“苍炎战旗”组织。
玩家也被邀请加入，并在之后的任务中，知晓了十英雄间过去发生的许多许多事中的一些。
在通往天空的“雾之道”尽头“神之殿”，出现于眼前的俨然是命运三女神其中之一……
- 炼金强袭[6]

在调查员—菲妮雅丝的推动下，玩家前往调查突然出现于原云海之镇遗址处的恶梦领域。
气氛诡异，到处都是魔物的恶梦领域，深处却是什么也没有…返回联盟报告，也只是得到“将继续调查”的反应。
反而是另外从菲妮口中，听到了关于凛特的令人惊讶的故事。
- 魔王降临[7]

（需选择魔王路线）
玩家受授予自己魔王力量之人所托，帮他四处打探消息以寻找他下落不明的上司。
不过好不容易找到的这位上司，倒似乎只是在冰天雪地里发呆想事情不想回去而已。
- 禁忌革命[8]

终于得以返回北方的玩家，发现故国已被伊甸帝国占领。
帝国内部似乎正分裂为两派，在某人的推荐下，玩家亦得以选择其中一派加入。
此时，边境都市正受到活死人事件的侵扰，玩家也在所属阵营司令的带领下，前去调查事件的真相。

## 特色
以下内容来自游戏运营商的宣传并补充一些必要的说明。
- 系统需求低，小笔电也可轻松运行！

实际上大多数人都看到的是，如果开启两个以上的本游戏进程，CPU占用率会变成100%；
但这可以通过某些非官方方式降低CPU使用率。
- 可自由登录职业、自由转换！

但是此转换过程并不能瞬间完成。
此外，由於公認優秀的技能散佈在各個職業中，
想要完全不登錄其他職業進行遊戲會是相當困難且無謂的努力。
- 可自由捕捉游戏中的敌人作为伙伴！

实际上捕捉需要使用的道具并不是免费的（商城道具）；
而且副本魔兽、Boss等皆不能自行捕捉；
不过，商城可能会推出专门的宠物卡，以抽奖袋形式销售。
- 首创主仆系统

台版、陆版皆对此重点宣传，代言人亦各以女仆装扮进行宣传。
- 同性也可以结婚

即使当地法规对此有限制，陆版仍然没有对此一特点作出修改，
但资料片名称最终被更改为禁忌盛典。

## 游戏设定

### 能力
玩家角色的能力分为能力点数和实际能力数值两栏。

### 组织

#### 两大联盟
玩家进入游戏后，无论是选择命运之子路线还是魔王路线，都会被要求从两大联盟中选择其一加入。联盟一旦选择，除非转生，否则不能更换。

### 装备
本游戏中的装备皆有设定最低装备等级。基本是要求等级越高的装备其基本素质越高。另外，一部分的装备也有限制角色性别。（参见“外观问题”）
可装备的位置分为：（上起）头部、脸部、主手、副手、身体、脚部、饰品（两件）、套装、背部。其中主手和副手的武器可能会受到职业的限制；另外也有一些类别是无法同时装备：如主手装备“枪”时，副手无法装备“盾”。
头部、脸部、武器、副手（一部分）、套装及背部的装备会影响角色外观。

#### 装备精炼
根据装备的当前品阶，可以使用对应品阶的精炼原石进行精炼，精炼后装备的属性将会得到提升。
可以使用较高品阶的精炼原石精炼较低品阶的装备，但不可使用较低品阶的精炼原石精炼较高品阶的装备。

#### 晶体镶嵌
本游戏中，玩家将可能获得一些“有洞”的装备。“洞数”即是此一装备可以“镶嵌晶体”的数目上限。即使是同一件装备，也有不同洞数的区别。除了U级武器皆为3洞外，基本上，品阶越高，可能出现的洞数越少。玩家可以在一定条件下进行洞数扩充，或者把已镶好的晶体拔除。

## 相关出版物

### 书籍类

#### 游戏攻略
（本游戏所出版的相关攻略皆没有ISBN号码。）本游戏的相关攻略《風色幻想Online攻略本》、《風色幻想Online封嶽之塔资料片攻略本》由于后来的更新、修改，充满了黑历史和误导。因此，能够参考的部分极为有限。自封嶽之塔资料片以来，再无出版攻略本的消息，故目前共出版了2册。

#### 游戏小说
以下的小说版，内容基于AGO封嶽之塔为止的情节编写，
性质较类似官方同人——即只是作者久本治基于游戏中设定的个人创作。
自下册出版后，再无出版本游戏相关游戏小说的消息，故目前共出版了2册。

## 外部連結
- 弘煜科技事業股份有限公司 （页面存档备份，存于）
- 風色幻想Online日版相關消息 （页面存档备份，存于）